# 한국마술협회
한국마술협회는 마술기법의 연구 보급, 회원의 권익 옹호 및 친목 도모를 통하여 전문 마술사의 자질향상과 권익보호, 국민문화발전에 기여할 목적으로 2003년 5월 30일 설립된 대한민국 문화체육관광부 소관의 사단법인이다. 사무실은 서울특별시 서초구 방배동 871-7 예은빌딩 (우: 137-839)에 있다.

## 주요 사업
- 마술기법의 발전 및 보급을 위한 연구사업
- 마술사 기량, 자질 향상위한 연수교육
- 전문마술사의 발굴 및 양성
- 마술의 저변 확대를 위한 무료교육 및 지원
- 대중문화예술에 대한 마술접목
- 세계마술단체와의 국제교류